# De Kalb (Texas)
De Kalb es una ciudad ubicada en el condado de Bowie en el estado estadounidense de Texas. En el Censo de 2010 tenía una población de 1.699 habitantes y una densidad poblacional de 479,17 personas por km².

## Geografía
De Kalb se encuentra ubicada en las coordenadas 33°30′27″N 94°37′00″O / 33.50750, -94.61667. Según la Oficina del Censo de los Estados Unidos, De Kalb tiene una superficie total de 3.55 km², de la cual 3.55 km² corresponden a tierra firme y (0%) 0 km² es agua.

## Demografía
Según el censo de 2010, había 1.699 personas residiendo en De Kalb. La densidad de población era de 479,17 hab./km². De los 1.699 habitantes, De Kalb estaba compuesto por el 64.98% blancos, el 27.55% eran afroamericanos, el 1.18% eran amerindios, el 0.29% eran asiáticos, el 0.06% eran isleños del Pacífico, el 4.06% eran de otras razas y el 1.88% pertenecían a dos o más razas. Del total de la población el 6.42% eran hispanos o latinos de cualquier raza.

## Personalidades
- El actor Dan Blocker, famoso por el personaje de "Hoss Cartwright" en la serie televisiva Bonanza de la NBC.